# Аманда (лептир)
Аманда (лат. Polyommatus amandus) врста је лептира из породице плаваца (лат. Lycaenidae).

## Опис врсте
Крупан је, лако препознатљив лептир. Наранџаста шара са доње стране се пружа само на задњем крилу и карактеристична је. Бели клин није изражен.
Сматра се локалном врстом, мада аманде умеју да буду бројне крајем пролећа на заклоњеним ливадама.
- Polyommatus amandus ♂
- Polyommatus amandus ♂ △

## Распрострањење и станиште
Насељава углавном источну Европу.

## Биљке хранитељке
Биљке хранитељке овог лептира су из рода Vicia (грахорица, боб,...).